# Лизогуб, Илья Иванович
Илья́ Ива́нович Лизогу́б  (12 (23) октября 1787, Куликовка, ныне Городнянский район Черниговской области — 1867, Чернигов) — украинский дворянин, военный и музыкант.

## Биография
Происходил из дворян Черниговской губернии. Потомок казацкой старшины. Сын Ивана Лизогуба. Брат либерала Андрея и генерал-майора, участника Наполеоновских войн, пианиста и композитора Александра Лизогубов.
В 1807 году поступил юнкером в лейб-гвардейский Егерский полк.
В 1809 году, 28 мая, был переведён из портупей-юнкеров в корнеты — в Кирасирский полк, в составе которого участвовал в Наполеоновских войнах, включая Бородинское сражение (награждён золотой шпагой), сражение при Бауцене (орден Святого Владимира 4-й степени с бантом) и Лейпцигскую битву (орден Святой Анны 4-й степени). Некоторое время был ординарцем князя Д. В. Голицына, затем, в 1814 году — кронпринца Вюртембергского.
В январе 1816 года переведён поручиком в Кавалергардский полк; с 1817 — адъютант графа Ламберта, с 1818 — штаб-ротмистр, с 1819 года — адъютант князя Репнина-Волконского, ротмистр.
Масон, с 1817 года член петербургской ложи «Соединённые друзья».
В 1821 году, 23 января, он вышел в отставку «по семейным обстоятельствам» в чине полковника и поселился в имении Лизогубов Седневе.
Жена — Елизавета, дочь Ивана Васильевича Гудовича. Детей у них не было.
Илья Лизогуб известен общей для всех братьев Лизогубов дружбой с Тарасом Шевченко (написавшим в 1846—1847 годах его портрет) и как талантливый композитор-самоучка.
Димитрий Маркевич утверждает, что ему принадлежит первая русская соната для виолончели и фортепиано, посвящённая другому музыканту-любителю, генералу Гудовичу, на сестре которого он был женат.